# Verdienstorden von Venezuela
Der Verdienstorden von Venezuela wurde durch die Regierung der Republik Venezuela unter Präsident Páez am 29. August 1861 gestiftet und für "wesentliche Verdienste" verliehen.

## Ordensklassen
Der Orden ist in drei Stufen geteilt
- Großkreuz
- Kommandeur
- Ritter

## Ordensdekoration
Ein sechsspitziger, weiß emaillierter Stern mit goldener Einfassung und kleinen goldenen Kugeln an fünf Spitzen bildet die Dekoration. Die nach oben zeigende sechste Spitze hat den Tragering für das Band. Unter dem Stern sind emaillierte Eichen- und Lorbeerzweige angebracht, so dass diese auch in den freien Teilen des Sternes sichtbar sind. Sie sind grün emailliert. Ein rundes Mittelschild ist vorne in Weiß und zeigt das Stiftungsdatum 29. August 1861 in goldenen Ziffern und Buchstaben. Ein blau emaillierter Reif umgibt das Mittelschild und hat die goldene Umschrift Republica de Venezuela. Die Rückseite zeigt das venezolanische Wappen und im blauen Reif die Devise Honor al merito (Ehre dem Verdienst).

## Ordensband  und Trageweise
Ein hellblauer Randstreifen auf jeder Seite zierte das rote Band.
Träger des Großkreuzes tragen das Ordenszeichen über die Schulter als Schärpe, die Kommandeure als Halsorden. Im Knopfloch wird der Orden nur von den Rittern getragen.